# The Best Years of Our Lives
The Best Years of Our Lives is een Amerikaanse dramafilm uit 1946 geregisseerd door William Wyler. De hoofdrollen werden gespeeld door Fredric March, Dana Andrews en Harold Russell. De film werd genomineerd voor acht Oscars en won er uiteindelijk zeven, waaronder de Oscar voor Beste Film.

## Verhaal
Na de Tweede Wereldoorlog keren drie Amerikaanse soldaten terug naar huis. Hun levens zijn flink aangetast en ze hebben het er niet makkelijk mee. De drie worden vrienden en samen moeten ze een manier zien te vinden om hun levens weer op te pakken.

## Rolverdeling
| Acteur           | Personage        |
| ---------------- | ---------------- |
| Fredric March    | Al Stephenson    |
| Myrna Loy        | Milly Stephenson |
| Dana Andrews     | Fred Derry       |
| Teresa Wright    | Peggy Stephenson |
| Virginia Mayo    | Marie Derry      |
| Hoagy Carmichael | Butch Engle      |
| Harold Russell   | Homer Parish     |
| Cathy O'Donnell  | Wilma Cameron    |

## Prijzen/nominaties
1947 Academy Award
- Gewonnen: Best Actor in a Leading Role (Fredric March)
- Gewonnen: Best Director (William Wyler)
- Gewonnen: Best Picture
- Gewonnen: Best Writing, Screenplay (Robert E. Sherwood)
- Gewonnen: Best Actor in a Supporting Role (Harold Russell)
- Gewonnen: Best Film Editing (Daniel Mandell)
- Gewonnen: Best Music, Scoring of a Dramatic or Comedy Picture (Hugo Friedhofer)
- Genomineerd: Best Sound, Recording (Gordon Sawyer)

1947 Golden Globes
- Gewonnen: Best Dramatic Motion Picture
- Gewonnen: Special Award (Harold Russell)

1948 BAFTA Award
- Gewonnen: Best Film from any Source

1989 National Film Registry
- Plek gekregen in het National Film Registry